# Sabaria excavata
Sabaria excavata är en fjärilsart som beskrevs av W. Warren 1896. Sabaria excavata ingår i släktet Sabaria och familjen mätare. Inga underarter finns listade.